# Ekonomiåret 1976

## Händelser

### Januari
- 10 januari
  - Sveriges finansminister Gunnar Sträng presenterar den svenska budgetpropositionen.[1]
  - Ett nytt oddsrekord på kombinationsspelet, 2 097, på Täbys galoppbana, och en vinnare får 10 486 svenska kronor efter att ha satsat 5 svenska kronor.[1]

### Februari
- 27 februari - Olle Edström avgår som chef för Norrbottens Järnverk.[1]

### Mars
- 15 mars - Marcus Wallenberg avgår efter 46 år som ordförande för ASEA då bolaget har stämma i Västerås. [1]
- 30 mars - Ingegerd Troedsson väljs som första kvinna in i styrelsen för SEB.[1]

### Maj
- 17 maj - Sven Hulterström från Göteborgs arbetarkommun väljs in i Volvos styrelse som första representant för allmänna samhällsintressen.[1]
- 20 maj - Curt Nicolin väljs till ny ordförande för SAF.[1]
- 25 maj - Nordiska Kompaniet håller sin sista bolagsstämma inför sammanslagning med Åhléns.[1]

### September
- 2 september – Styrelsen för Norrbottens Järnverk i Luleå utser direktör Björn Wahlström till ny VD från 1 januari 1977.[1]
- 29 september – Statistik från SCB i Sverige att kvinnans inkomst i snitt är halva mannens.[1]

### Oktober
- 4 oktober – Sveriges riksbank höjer räntan från sex till åtta %.[1]
- 18 oktober – Västtyskland revalverar sin D-Mark.[1]
- 25 oktober – Storbritannien pund sjunker med 47.8 % från 1971 års nivå gentemot de viktigare valutorna.[1]
- 27 oktober – Högsta Sovjet fastställer femårsplanen för perioden 1976-1980, enligt vilken Sovjetunionen skall passera USA i nationalinkomst 1980.[1]
- 29 oktober - SAF:s nya styrelseordförande Curt Nicolin lägger fram sina förslag inför kommande avtalsrörelse. Han föreslår bland annat treåriga avtal och reformerad sjukförsäkring.[1]

### November
- 9 november – LO i Sverige förklarar att det finns utrymme för löneförhandlingar även under 1977.[1]
- 10 november – Carl Henrik Nordlander utses till chef för Sveriges riksbank.[1]

### December
- 3 december – Svenska staten beviljar et lån på 1.8 miljarder svenska kronor till Norrbottens Järnverk. Pengarna skall gå till ombildandet av bolaget.[1]

## Bildade företag
- Dagens Industri, svensk näringslivsinriktad dagstidning

## Uppköp
- 22 december – Kameraföretaget Victor Hasselblad AB köps av investmentbolaget Säfveån i Göteborg.[1]

## Konkurser
- Jensen Motors

## Priser och utmärkelser
- 10 december - Milton Friedman, USA får Sveriges Riksbanks pris i ekonomisk vetenskap till Alfred Nobels minne.[1]

## Födda
- 26 juni – Janus Friis, skapare av Kazaa och Skype.
- 19 november – Jack Dorsey, Twitters skapare.

## Avlidna
- 5 april - Howard Hughes, 70, amerikansk miljardär.
- 6 juni - J. Paul Gety, 83, amerikansk multimiljardär.

### Fotnoter
1. 1 2 3 4 5 6 7 8 9 10 11 12 13 14 15 16 17 18 19 20   Horisont 1976. Bertmarks